# 間宮くんちの五つ子事情
『間宮くんちの五つ子事情』は、2016年2月26日にCUBEから発売された18禁恋愛アドベンチャーゲーム。

## あらすじ
海沿いの町にある『カフェ シーモア』を営んでいる間宮家は、五つ子と両親、総勢7人の大家族。ある日、トラブルに巻き込まれていたところを助けてくれた五つ子の長男・良太に一目惚れしたお金持ちのお嬢様、四条院莉里香が転校してくる。『シーモア』が四条院家にしている借金を盾に良太をもらい受けると宣言した莉里香から愛する良太を守るため、姉妹達は借金の返済を目指して団結する。

## 登場人物

### 主人公
間宮 良太（まみや りょうた）
身長：175cm
主人公で部活や委員会には所属せず、常識人で家族を大切にする。

### メインヒロイン
間宮 八雲（まみや やくも）
CV：小鳥居夕花
身長：160cm。スリーサイズ：B84 (D)/ W58/ H86
成績優秀・スポーツ万能な五つ子の長女で、一番のお姉さん的存在だが実はドジっ子ということは良太には隠している。
間宮 萌莉（まみや もえり）
CV：桜乃ひよ
身長：156cm。スリーサイズ：B82 (C)/ W57/ H84
常識人でしっかり者で少女マンガを愛読する五つ子の次女。学園では風紀委員会に所属。
間宮 珠音（まみや たまね）
CV：月城真菜
身長：148cm。スリーサイズ：B89 (F)/ W57/ H87
両親から料理の技術を学んでいて間宮家の家事を一手に担う五つ子の三女。
間宮 音琴（まみや ねこと）
CV：白野みゆき
身長：147cm。スリーサイズ：B76 (A)/ W50/ H75
耳年増で占い部に所属している五つ子の四女。
四条院 莉里香（しじょういん りりか）
CV：遥そら
身長：158cm。スリーサイズ：B85 (E)/ W55/ H84
良太に助けられ一目惚れした行動力抜群のワガママ放題な性格をしている名家である四条院家の一人娘で一連の物語の発端となる人物。

### メインキャラクターの関係者
間宮 京花（まみや きょうか）
CV：森谷こころ
身長：162cm。スリーサイズ：B92 (G)/ W59/ H88
良太に好意を寄せる良太達のクラス担任の英語教師でもある従姉。
攻略ルートに入るためには2016年5月末までに追加攻略パッチをダウンロードしてシリアルコードで認証を行う必要がある。
間宮 小次郎（まみや こじろう）
CV：秋月秀行
身長：178cm。
職人気質の料理人で放蕩癖のある五つ子たちの父。
間宮 陽菜（まみや はるな）
CV：六番街マリ
身長：158cm。スリーサイズ：B84 (D)/ W56/ H86
旦那を影から支えつつ、店長としてしっかり『カフェ シーモア』を守っている五つ子たちの母。
白井 六兵衛（しらい ろくべえ）
CV：大滝連次郎
身長：173cm。
姉妹とも一応 友人的な存在の五つ子たちのクラスメイトで良太の親友。

## 製作スタッフ
- 原画・キャラクターデザイン - 兼清みわ
- SD原画 - MITAONSYA
- シナリオ - 双葉亮一
- BGM - Peak A Soul+

## 主題歌
オープニングテーマ「1/5《ゴブンノイチ》」
作曲・編曲 - 東タカゴー / 歌・作詞 - Duca
エンディングテーマ「シアワセの理由」
作曲・編曲 - 宮崎京一 / 歌・作詞 - Duca

## 反響

### 売り上げ
Getchu.comの2016年上半期セールスランキングで26位を獲得した。